# Currach

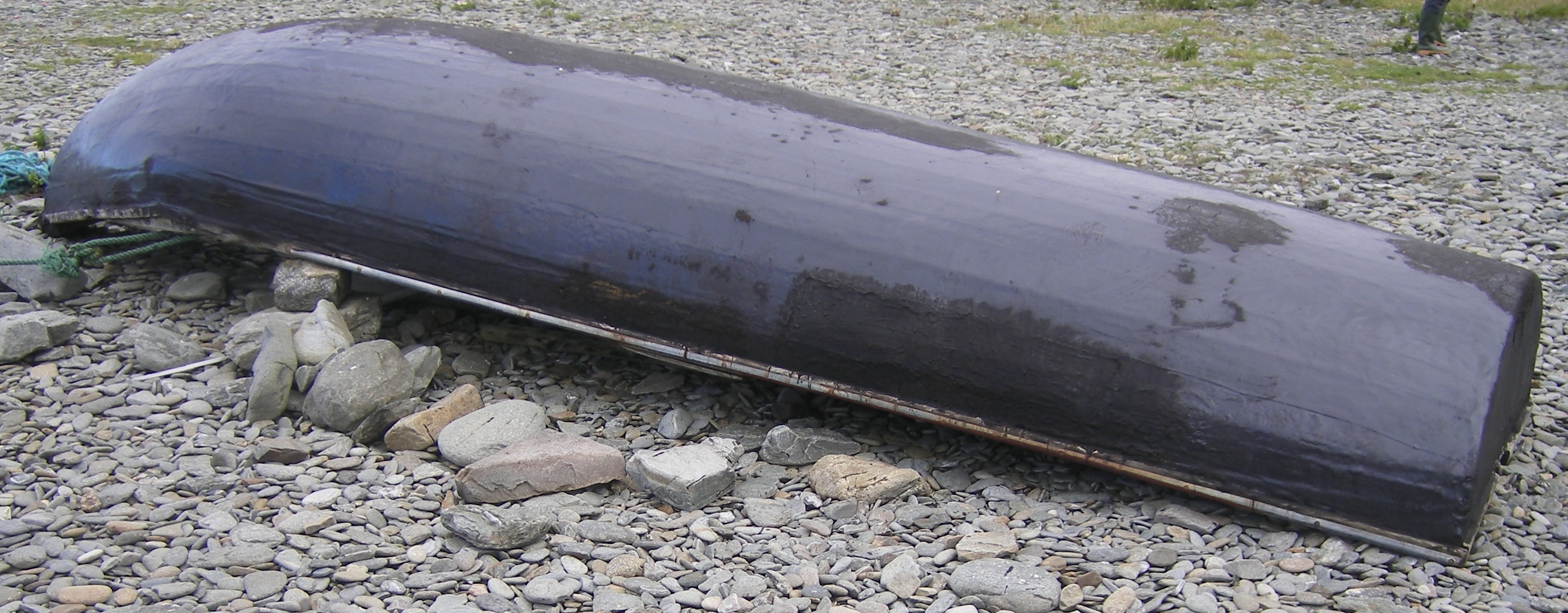
Un currach irlandese in secca sull'isola di Inishbofin, Galway.

Un currach (anche curragh o curach) è una barca leggera usata lungo la costa occidentale dell'Irlanda. Attualmente, è generalmente costruita con doghe di legno, rivestite con tela imbibita di catrame di carbone. La sua lunghezza varia da 4 a 7 metri e la sua larghezza tra 1 e 1,50 metri. Viene manovrata a remi da una coppia o da tre rematori. 

## Storia
Nel passato remoto era ricoperta con pelli bovine spalmate di grasso animale. Più grande, aveva uno o due alberi che sostenevano le  vele. Zavorrata con una grossa pietra, venne utilizzata per trasportare in Europa continentale i monaci evangelizzatori irlandesi tra il V e il VI secolo, in particolare verso l'Armorica, diventata da allora la Bretagna, da cui le leggende dei santi bretoni venuti dall'Irlanda e dalla Gran Bretagna sulle loro navi di pietra.

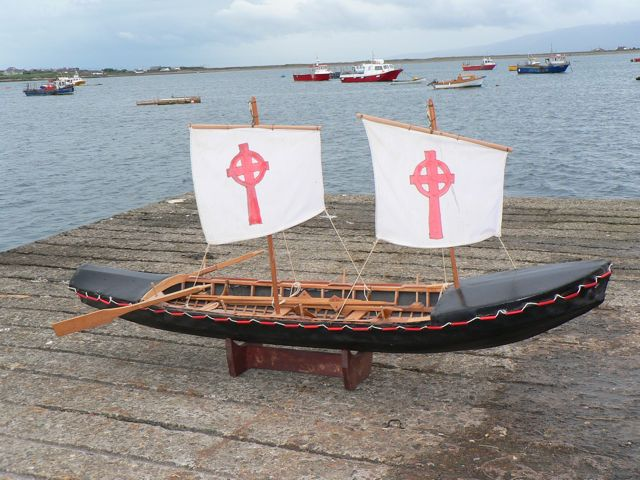
Riproduzione del currach di san Brendano

Un ricercatore irlandese, Tim Severin, specialista in archeologia navale di "ricostituzione", fece costruire un grande currach coperto di pelli cucite (specialmente conciate) e attrezzato con due vele quadrate per intraprendere un viaggio transatlantico, dall'Irlanda all'America, via Islanda, attraversamento che fu completato con alcune difficoltà.
L'unica concessione al modernismo, erano moderni mezzi di avvertimento e geolocalizzazione per questo viaggio ispirato alla navigazione dell'eremita irlandese  san Brendano.
Nel famoso film documentario di Robert J. Flaherty, "L'uomo di Aran", le sequenze realizzate in condizioni meteorologiche avverse, senza effetti speciali, mostrano un'uscita a bordo di un curragh, alla fine della quale gli uomini riescono ad evitare per un soffio la morte ma non il naufragio della barca, andata distrutta sulla costa.
Flaherty avrebbe detto, secondo il suo assistente: 
(Robert J. Flaherty)
Un esemplare gallese, più piccolo e tondeggiante è chiamato coracle. Usato per lo più per la navigazione sui fiumi, in Irlanda e nel Galles. Esiste una barca simile sulla costa vietnamita, che viene utilizzata per accedere a barche da pesca più grandi.